# 尼安扎縣

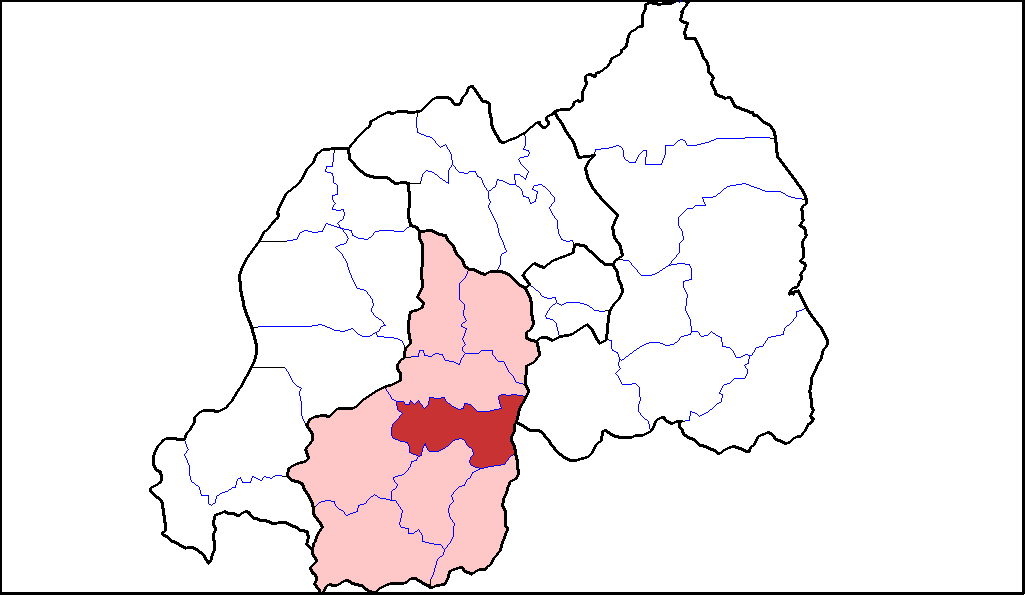

2°30′S 29°30′E / 2.500°S 29.500°E
尼安扎縣，是盧旺達的縣份，位於該國南部，由南部省負責管轄，首府設於恩延扎，面積672平方公里，2012年人口323,719，人口密度每平方公里480人。